# Steve Carell
Pour les articles homonymes, voir Carell.
Steve Carell est un acteur, scénariste, réalisateur et producteur américain né le 16 août 1962 à Concord (Massachusetts, États-Unis).
Il devient célèbre pour ses apparitions comiques à la télévision grâce au Daily Show, journal télévisé satirique dans lequel il fait office de correspondant. Au cinéma, après des seconds rôles notables dans Bruce tout-puissant (2003) et Présentateur vedette : La Légende de Ron Burgundy (2004), il obtient ses plus grands succès avec 40 ans, toujours puceau (2005), Nos voisins, les hommes (2006), Max la Menace (2008) et Moi, moche et méchant (2010). Il joue également Michael Scott, le personnage principal de l'adaptation américaine de la série télévisée britannique The Office, diffusée sur la chaîne NBC de 2005 à 2013. Pour son interprétation, il obtient le Golden Globe du meilleur acteur dans une série télévisée musicale ou comique en 2006, ainsi que la victoire aux Teen Choice Awards en 2007 et 2008 dans la même catégorie.
Bien que sa carrière soit essentiellement consacrée à la comédie, Steve Carell tient un contre-emploi remarqué dans Little Miss Sunshine (2006) tout comme dans le drame Foxcatcher (2014), lorsqu'il interprète John Eleuthère du Pont, rôle qui lui vaut une nomination lors de la 87e cérémonie des Oscars dans la catégorie du meilleur acteur. Il continue sur cette lancée avec The Big Short : Le Casse du siècle (2015), Café Society (2016), Battle of the Sexes (2017), Vice (2018) et My Beautiful boy (2019).

## Biographie

### Enfance
Steven John Carell naît le 16 août 1962 à Concord, (Massachusetts, États-Unis). Plus jeune des quatre fils d'Edwin, ingénieur électricien et Harriet (née Koch), infirmière psychiatrique, il est élevé à Acton, situé dans le Massachusetts. Sa famille paternelle est d'origine allemande et italienne (le grand-père de Steve est né en Italie) et polonaise du côté maternel. Né Caroselli, son père abrégea son nom en Carell. Il fait ses études à The Fenn School et au Middlesex School (en), à Concord. Il continue ses études à l'université de Denison, à Granville (Ohio) et aspirait à devenir disc jockey d'une radio locale.

### Ses débuts (années 1980)
Avant de devenir comédien, il est entré dans la vie active en devenant facteur à Littleton (Massachusetts), poste qu'il quitta au bout de quelques mois car son patron lui a dit qu'il n'était pas un très bon facteur, qu'il devait être plus efficace. Il tenta même de passer le concours d'avocat, mais ne trouva pas la motivation.
Après avoir obtenu son diplôme, il s'installe à Chicago et fait ses débuts d'acteur sur les planches en intégrant une compagnie théâtrale pour enfants, suivi d'une publicité pour Brown's Chicken (en) en 1989. Peu de temps après, il devient membre d'une troupe de théâtre d'improvisation réputée aux États-Unis, la Second City. Cette troupe compta notamment parmi ses membres Bill Murray, Dan Aykroyd, Eugene Levy, Dan Castellaneta et Mike Myers. Pour The Second City, il enseigne un cours d'improvisation, où il rencontre Nancy Walls, qui devient plus tard son épouse. Son implication dans la troupe pose les bases de son jeu d'acteur et lui permet de faire des rencontres importantes, comme l'acteur David Koechner (avec qui il travaille plus tard sur Présentateur vedette : La Légende de Ron Burgundy, 40 ans, toujours puceau, The Office et Max la Menace) ou encore Stephen Colbert, avec qui il travaille plus tard dans The Daily Show.
En 1991, il fait ses débuts au cinéma dans La P'tite Arnaqueuse, de John Hughes, au côté de James Belushi. Son rôle n'est que secondaire. Il épouse Nancy Walls en 1995 et poursuit sa carrière d'acteur en enchaînant les auditions pour la télévision et le cinéma. En 1996, il apparaît dans la série The Dana Carvey Show pour la chaîne ABC, un programme comique qui fut annulé après 7 épisodes faute d'audience et joue ensuite un chef grec dans Over the Top, une autre série pour ABC qui ne fit qu'une courte apparition à l'antenne.

### Le début du succès (1991-2005)
Par la suite, il participe dans quelques émissions comiques pour les chaînes NBC et Comedy Central en tant que guest-star, avant de rejoindre son camarade de Second City, Stephen Colbert, dans The Daily Show, dans lequel il participe en tant que faux correspondant de ce journal télévisé satirique, ses disputes avec Colbert sur le plateau de l'émission contribuent à son succès et à celui du programme, lui permettant d'exprimer ses qualités d'improvisateur. Carell participe également au programme comique Saturday Night Live, diffusé sur NBC. Il y rencontre notamment Will Ferrell, avec qui il travaille sur plusieurs films par la suite.
En 2003, sa carrière au cinéma décolle avec le rôle d'Evan Baxter, présentateur de journal télévisé victime des facéties de Jim Carrey, dans Bruce tout-puissant. Lorsqu'il s'est rendu à l'avant-première du film, il ne savait pas encore que ses scènes n'avaient pas été coupées au montage et avait prévenu son entourage que son apparition dans le film n'était pas garantie, mais les scènes où il figure ont été conservées. L'année suivante, il incarne Brick Tamland, présentateur météo légèrement attardé d'une équipe de journalistes de télévision dans Présentateur vedette : La Légende de Ron Burgundy, qui contribuent à accroître le bon démarrage de sa carrière et d'intégrer le Frat Pack. C'est durant ce tournage qu'il rencontre Judd Apatow, producteur du film. Durant cette période, il enchaîne des petits rôles au cinéma aux côtés de Will Ferrell : Melinda et Melinda, de Woody Allen et Ma sorcière bien-aimée, de Nora Ephron. Ces deux films n'obtiennent pas le succès escompté en salles.

### Révélation critique (2005-2006)

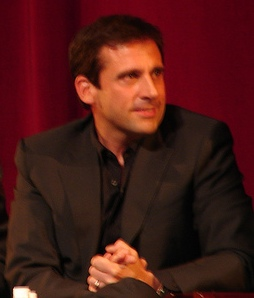
Steve Carell, en mars 2007.

Depuis 1996, ses participations dans divers films et programmes télévisés lui ont permis d'asseoir sa réputation de comique, ce qui conduit Carell à tenir le rôle principal de Michael Scott dans la série The Office. La série fait ses débuts sur la chaîne NBC en mars 2005, et même si les audiences de départ ne sont pas exceptionnelles, The Office est un succès critique qui rencontre rapidement son public, la performance comique de Carell étant particulièrement acclamée. Avant The Office, il est apparu dans trois sitcoms qui n'ont pas rencontré de succès public. Gagnant 175 000 dollars par épisode, il s'implique sur cette série en réalisant un épisode et écrivant deux épisodes (La Soirée Casino et Le Survivant).
Pendant l'été 2005, il tient le premier rôle, celui d'Andy Stitzer, vieux garçon quadragénaire encore vierge qui doit surmonter sa timidité envers les femmes afin de passer à l'acte, dans la comédie 40 ans, toujours puceau, qui lui permet une nouvelle fois d'exprimer ses talents d'improvisateur. Ayant trouvé l'idée principale du film, en s'inspirant d'un sketch qu'il a créé lorsqu'il officiait à The Second City, il développa l'idée, faisant ainsi du film son premier scénario, qu'il affine avec Judd Apatow (dont c'est la première réalisation), qui cherchait une idée de film et fut séduit par cette histoire. Carell officie également comme producteur exécutif. Sorti en août 2005, 40 ans, toujours puceau obtient les éloges de la critique et obtient un énorme succès commercial avec 177 millions de dollars de recettes mondiales pour un budget de 26 millions.
Devenu en l'espace de quelques mois une star du cinéma comique hollywoodien, Carell livre une autre facette de son talent avec un contre-emploi : en 2006, il incarne Frank, l'oncle universitaire homosexuel et suicidaire dans le film indépendant Little Miss Sunshine. Le film a obtenu un succès critique et obtenant une pluie de récompenses. Contre toute attente, Little Miss Sunshine a également obtenu un succès public surprise avec 100 millions de dollars de recettes pour un budget de 8 millions. La même année, il prête sa voix au raton laveur Hammy dans Nos voisins, les hommes, suivi d'une apparition en caméo dans le film En cloque, mode d'emploi, réalisé par son complice de 40 ans, toujours puceau, Judd Apatow. Il a même dû refuser un rôle dans le film Ricky Bobby : Roi du circuit, avec Will Ferrell, à cause de son implication dans d'autres projets au moment du tournage.

### Confirmation dans un registre comique (2007-2011)

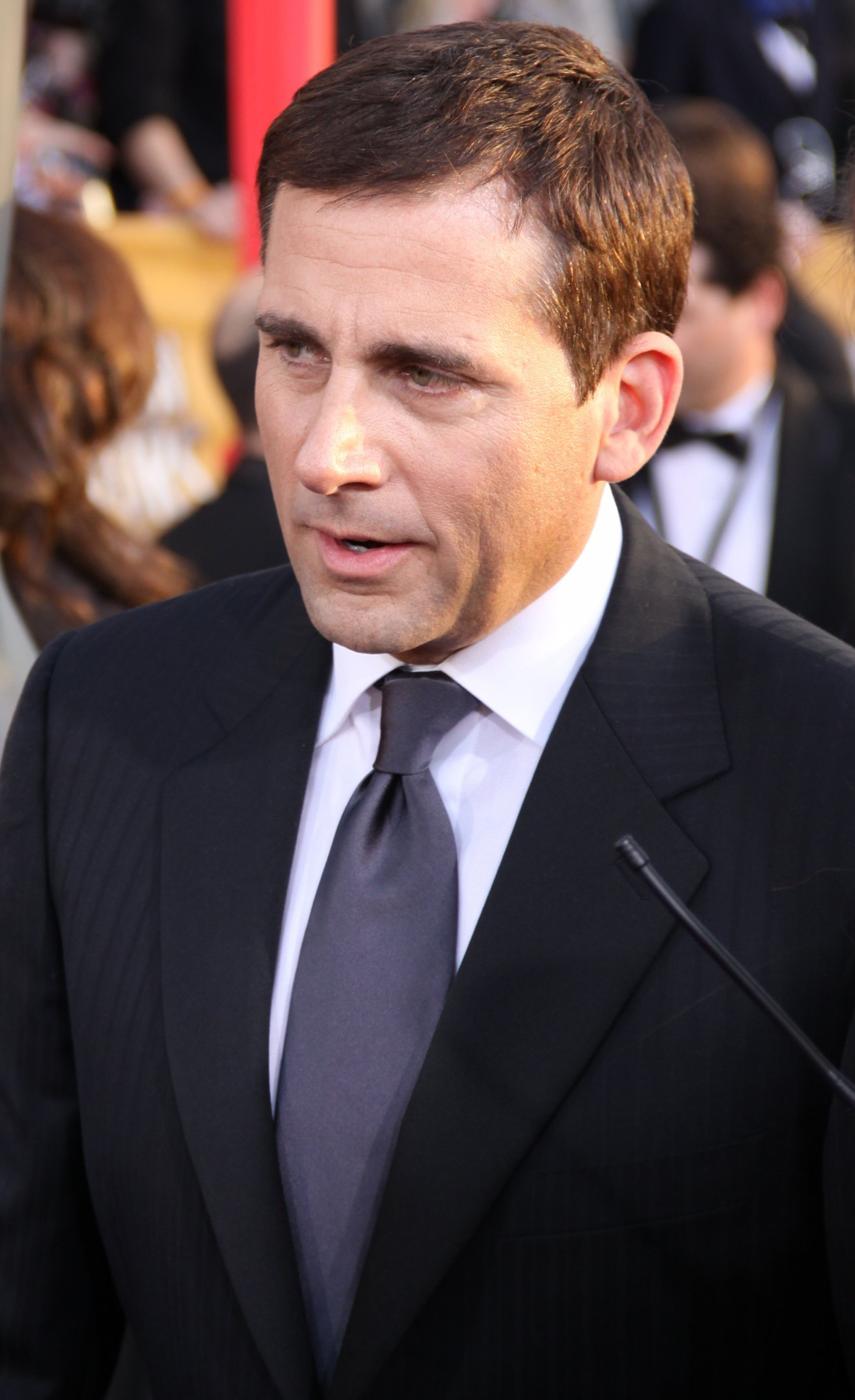
Aux Screen Actors Guild Awards 2010, pour la sixième saison de The Office.

Il tient en 2007 le rôle principal dans Evan tout-puissant, la suite du film Bruce tout-puissant, obtenant un salaire de 5 millions de dollars par rapport à 40 ans, toujours puceau, qui était de 500 000 dollars. Jim Carrey ayant décliné le rôle, les producteurs du film ont décidé de faire revivre le journaliste Evan Baxter interprété par Carell dans le premier volet.
Le film ne remporte pas le succès escompté, rapportant 100 millions de dollars pour un budget de 200 millions de dollars. Toujours en 2007, dans un autre contre-emploi, il incarne un quadragénaire veuf et père de famille qui tombe amoureux de la petite amie de son frère, incarnée par Juliette Binoche dans Coup de foudre à Rhode Island, qui obtient un succès honorable.
Il obtient le rôle de Maxwell Smart en 2008, dans Max la Menace, adaptation cinématographique de la série-éponyme réalisée par Peter Segal, où il partage la vedette avec Anne Hathaway, Dwayne Johnson et Alan Arkin (qu'il retrouve après Little Miss Sunshine). L'adaptation ciné de la série obtient un succès commercial, engrangeant 230 millions de dollars pour un budget de 80 millions. la même année, il prête sa voix au maire de Whoville dans le film d'animation Horton.
Alors qu'il connaît toujours le succès à la télévision avec The Office, avec déjà cinq saisons à son actif et reconduit par NBC pour une sixième saison, il est à l'affiche en 2010 de Date Night, réalisé par Shawn Levy (La Nuit au musée), prête sa voix au personnage de Gru dans Moi, moche et méchant, qui sort la même année et tourne The Dinner, remake du film français Le Dîner de cons, réalisé par Jay Roach, où il retrouve Paul Rudd, son partenaire de Présentateur vedette : La Légende de Ron Burgundy et 40 ans, toujours puceau.
Fin avril, il déclare dans une interview qu'il quitte The Office à la fin de la septième saison,,. Cette annonce est confirmée dans une autre interview donnée fin juin, lors de l'avant-première de Moi, moche et méchant,,.

### Virage dramatique (depuis 2012)

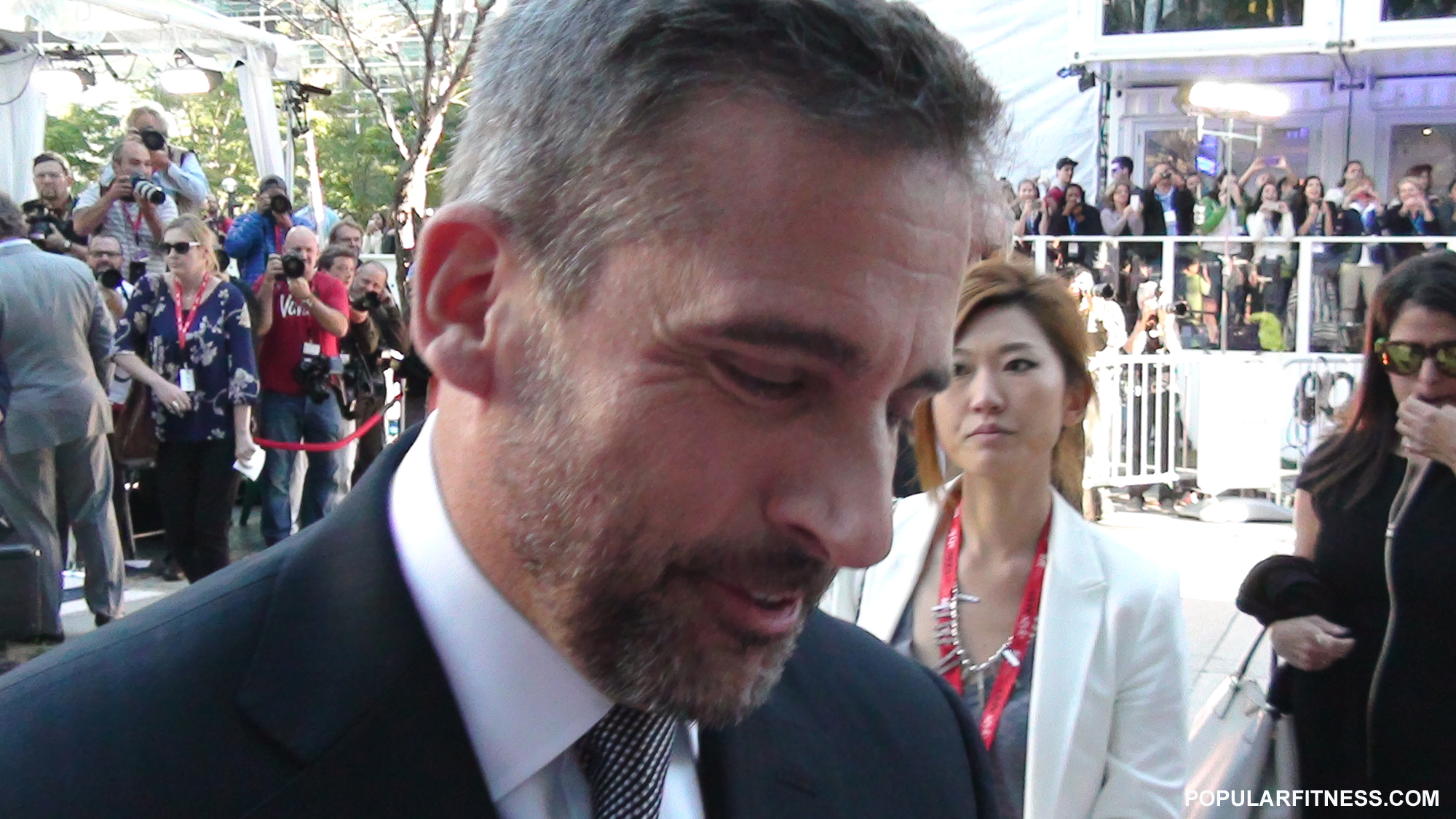
Steve Carell au Festival international du film de Toronto 2014, pour la présentation de Foxcatcher.

En 2012, il fait partie aux côtés de Meryl Streep et Tommy Lee Jones de la distribution de la comédie dramatique de David Frankel, Tous les espoirs sont permis (Hope Springs), dans laquelle il joue un thérapeute,,, et tient le rôle principal du film dramatique Dogs of Babel, adaptation du best-seller de Carolyn Parkhurst (en), dans lequel il interprète un professeur confronté à la mort de son épouse,,,. En 2013, il prête à nouveau sa voix à Gru dans Moi, moche et méchant 2.
En 2014, il fait sensation au festival de Cannes dans le drame sportif Foxcatcher de Bennett Miller ; il y interprète John Du Pont, un milliardaire excentrique et manipulateur (qui se révèle schizophrène) finançant une équipe de lutteurs. Il est applaudi pour sa performance qui le rend méconnaissable aux yeux des festivaliers. Malgré son statut de favori, il ne remporte pas le prix d'interprétation masculine (remis à Timothy Spall pour Mr. Turner) mais est cité comme un sérieux prétendant pour la saison des récompenses : il est nommé pour l'Oscar du meilleur acteur, ainsi que pour le Golden Globe du meilleur acteur dans un film dramatique et également pour le BAFTA du meilleur acteur dans un second rôle.
En 2015, il confirme dans un registre dramatique en faisant partie de la distribution du drame indépendant Freeheld, écrit et réalisé par Peter Sollett. Et fait partie du quatuor de stars réunies devant la caméra d'Adam McKay pour le drame financier The Big Short : Le Casse du siècle. Il y retrouve Ryan Gosling et sa performance lui vaut une seconde nomination aux Golden Globes.
En 2016, il remplace au pied levé Bruce Willis pour le nouveau long-métrage de Woody Allen, la comédie dramatique Café Society, menée par Jesse Eisenberg et Kristen Stewart.
L’année 2017 a des allures de réunion : en septembre, il retrouve les réalisateurs Jonathan Dayton et Valerie Faris ainsi que Emma Stone pour une comédie dramatique sportive sur fond d'histoire vraie — Battle of the Sexes, sous la direction de Bobby Riggs. Puis il forme un trio de sexagénaires avec Bryan Cranston et Laurence Fishburne pour La Dernière Tournée, une comédie dramatique coécrite et réalisée par le multi-récompensé Richard Linklater.
Les deux films sont des échecs commerciaux, mais les critiques sont bonnes, et saluent surtout les performances des comédiens.

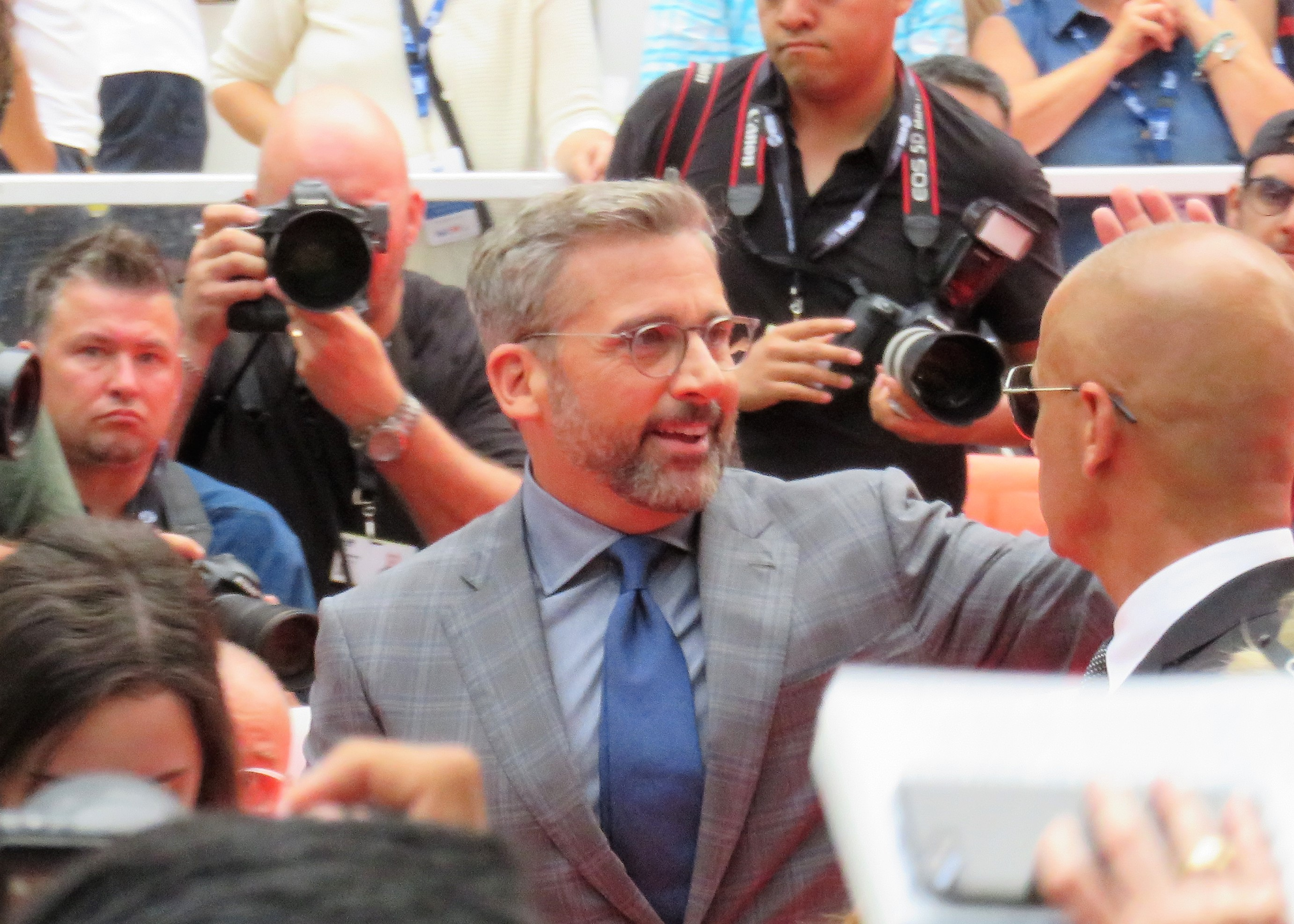
Steve Carell lors de la présentation de Beautiful Boy au Festival international du film de Toronto 2018.

En 2018, il accepte des plus grosses productions : d'abord le drame historique Bienvenue à Marwen, co-écrit et réalisé par Robert Zemeckis ; puis prête ses traits à Donald Rumsfeld pour le biopic Vice, d'Adam McKay ; enfin, il passe à un registre encore plus sombre pour My Beautiful Boy, où il incarne le père d'un jeune homme se remettant d'une addiction aux méthamphétamines, incarné par la star montante Timothée Chalamet.
En 2020, il fait un virage à 180° en tenant le rôle principal dans la série parodique Space Force, qu'il a créée et dans laquelle il incarne le Général Mark R. Naird — premier Chef des opérations spatiales à la tête de la Space Force, qu'il doit mettre sur pied — aux côtés d'un John Malkovich incarnant Adrian Mallory, une parodie du Dr Folamour.

### Vie privée et engagements

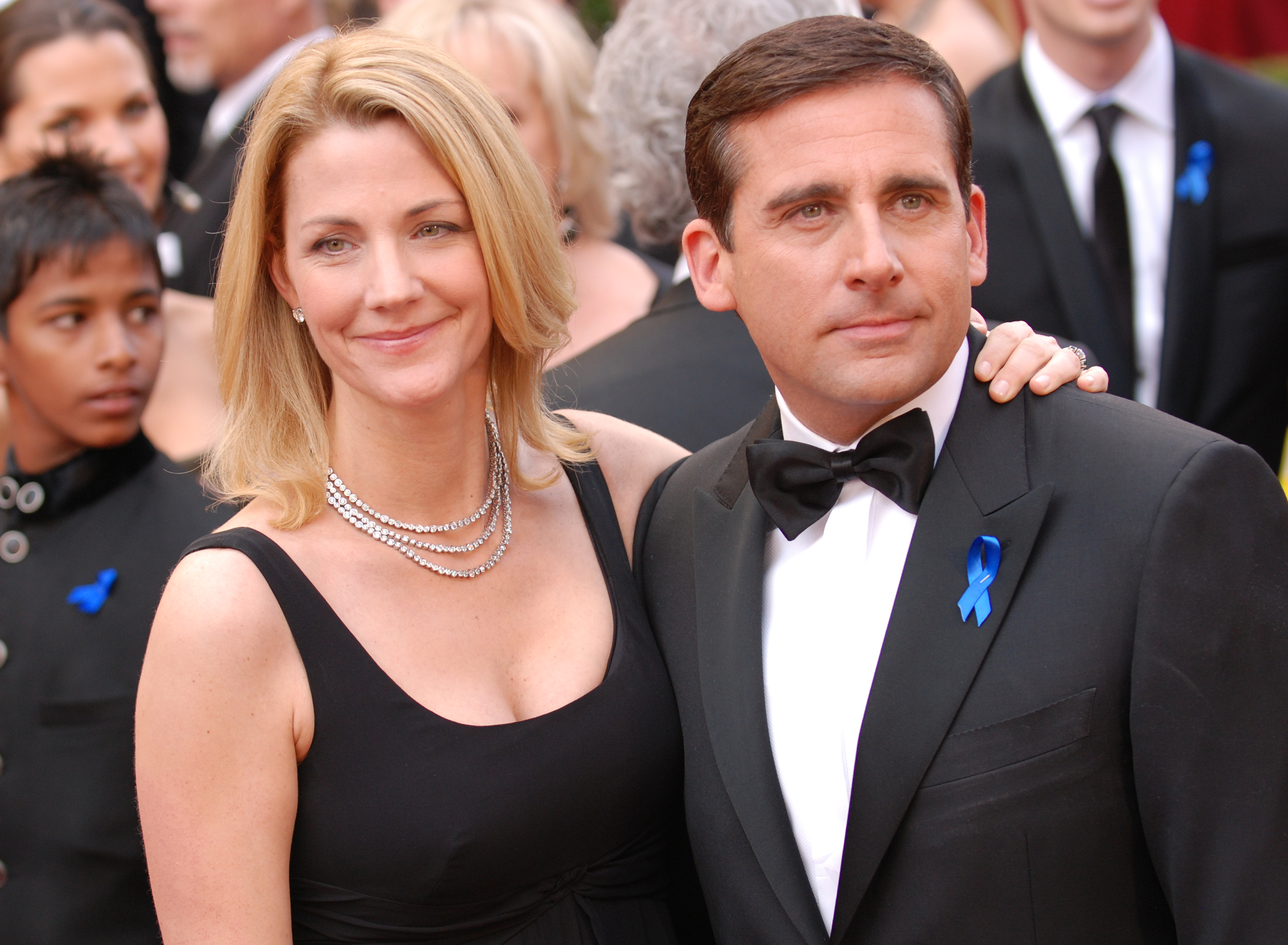
Aux côtés de son épouse, Nancy, lors des Oscars 2010.

Il fait partie du Frat Pack, regroupant des acteurs comiques hollywoodiens comme Ben Stiller, Will Ferrell, Vince Vaughn, Jack Black et les frères Owen et Luke Wilson.
Il a soutenu Barack Obama pendant la campagne présidentielle de 2008. Il a prononcé un des discours pendant le concert We Are One à Washington le 19 janvier 2009 et a assisté à l'investiture d'Obama le 20 janvier dans la tribune officielle installée devant le Capitole. Dans la retransmission télévisée de la cérémonie, on le voit brièvement serrer la main de Michelle Obama lorsqu'elle arrive sur la tribune.
Il est marié à l'actrice Nancy Walls, rencontrée dans la troupe The Second City, depuis 1995. Cette dernière a travaillé avec son mari sur The Daily Show, 40 ans, toujours puceau et The Office. De cette union sont nés deux enfants : Elisabeth, née en 2001, et John né en 2004.
Le 2 mai 2011, il apparaît lors du show de la WWE qui célèbre l'anniversaire de Dwayne Johnson, côtoyé lors du film Max la Menace en 2009.
Il fait une apparition dans l'émission Pawn Stars le 15 mars 2013. Il achète un couteau de plongée plus cher que ce que demandait le vendeur.

## Théâtre
- 1993 : Truth, Justice, or the American Way, revue mise en scène par Tom Gianas et joué au Second City Theatre à Chicago[20].
- 1994 : Are You Now or Have You Ever Been Mellow?, revue mise en scène par Tom Gianas et joué au Second City Theatre à Chicago[20].
- 1995 : Sin, pièce écrite par Wendy McLeod et joué au McGinn-Cazale Theatre, à New York, de septembre à octobre 1995[20].

## Filmographie

### Cinéma

#### Années 1990
- 1991 : La P'tite Arnaqueuse (Curly Sue) de John Hughes : Tesio[n 3]
- 1998 : Tomorrow Night (en) de Louis C.K. : Mail Room Guy Without Glasses
- 1999 : Suits (en) d'Éric Weber : Un homme

#### Années 2000
- 2003 : Street of Pain de Tyrone Finch et Jeremy Hall : Mark (court-métrage)
- 2003 : Bruce tout-puissant (Bruce Almighty) de Tom Shadyac : Evan Baxter[n 3]
- 2004 : Pyjama Party (Sleepover) de Joe Nussbaum (en) : Sherman
- 2004 : Présentateur vedette : La Légende de Ron Burgundy (Anchorman : The Legend of Ron Burgundy) d'Adam McKay : Brick Tamland
- 2004 : Wake Up, Ron Burgundy : The Lost Movie d'Adam McKay : Brick Tamland[n 4]
- 2004 : Melinda et Melinda (Melinda and Melinda) de Woody Allen : Walt Wagner
- 2005 : Ma sorcière bien aimée (Bewitched) de Nora Ephron : Oncle Arthur
- 2005 : 40 ans, toujours puceau (The 40 Year-Old Virgin) de Judd Apatow : Andy Stitzer
- 2006 : Little Miss Sunshine de Jonathan Dayton et Valerie Faris : Frank Ginsberg
- 2006 : American Storage d'Andrew J. Cohen (en) : Rich (court-métrage)
- 2006 : Nos voisins, les hommes (Over the Hedge) de Karey Kirkpatrick et Tim Johnson : Zamy, l'écureuil (voix)
- 2007 : Evan tout-puissant (Evan Almighty) de Tom Shadyac : Evan Baxter
- 2007 : Coup de foudre à Rhode Island (Dan in Real Life) de Peter Hedges : Dan Burns
- 2008 : Max la Menace (Get Smart) de Peter Segal : Maxwell Smart

#### Années 2010
- 2010 : Crazy Night (Date Night) de Shawn Levy : Phil Foster
- 2010 : The Dinner (Dinner for Schmucks) de Jay Roach : Barry
- 2010 : Moi, moche et méchant (Despicable Me) de Chris Renaud et Pierre Coffin : Gru (voix)
- 2011 : Crazy, Stupid, Love de Glenn Ficara et John Requa : Cal Weaver
- 2012 : Jusqu'à ce que la fin du monde nous sépare (Seeking a Friend for the End of the World) de Lorene Scafaria : Dodge
- 2012 : Tous les espoirs sont permis (Hope Springs) de David Frankel : Dr Bernie Feld
- 2013 : Moi, moche et méchant 2 (Despicable Me 2) de Chris Renaud et Pierre Coffin : Gru (voix)
- 2013 : Cet été-là (The Way, Way Back) de Nat Faxon et Jim Rash : Trent
- 2013 : L'Incroyable Burt Wonderstone (The Incredible Burt Wonderstone) de Don Scardino : Burt Wonderstone
- 2013 : Légendes vivantes (Anchorman 2 : The Legend Continues) d'Adam McKay : Brick Tamland
- 2014 : Foxcatcher de Bennett Miller : John Eleuthère du Pont
- 2014 : Alexandre et sa journée épouvantablement terrible et affreuse (Alexander and the Terrible, Horrible, No Good, Very Bad Day) de Miguel Arteta : Le père d'Alexander
- 2015 : Freeheld de Peter Sollett : Steven Goldstein
- 2015 : Les Minions (Minions) de Kyle Balda et Pierre Coffin : Gru (voix)
- 2015 : The Big Short : Le Casse du siècle (The Big Short) d'Adam McKay : Mark Baum
- 2016 : Café Society de Woody Allen : Phil
- 2017 : Battle of the Sexes de Jonathan Dayton et Valerie Faris : Bobby Riggs
- 2017 : Last Flag Flying : La Dernière Tournée (Last Flag Flying) de Richard Linklater : Larry Meadows
- 2017 : Moi, moche et méchant 3 (Despicable Me 3) de Kyle Balda et Pierre Coffin : Gru / Dru (voix)
- 2018 : My Beautiful Boy (Beautiful Boy) de Felix Van Groeningen : David Sheff
- 2018 : Vice d'Adam McKay : Donald Rumsfeld
- 2018 : Bienvenue à Marwen (Welcome to Marwen) de Robert Zemeckis : Mark Hogancamp

#### Années 2020
- 2020 : Irresistible de Jon Stewart : Gary Zimmer
- 2022 : Les Minions 2 : Il était une fois Gru (Minions: The Rise of Gru) de Kyle Balda : Gru (voix)
- 2023 : Asteroid City de Wes Anderson : le manager du motel
- 2024 : Moi, moche et méchant 4 (Despicable Me 4) de Chris Renaud et Patrick Delage : Gru (voix)
- 2025 : Mountainhead de Jesse Armstrong : Randall

### Télévision

#### Séries télévisées
- 1997 : Over The Top (en): Yorga Galfanikos
- 1998 : Voilà ! : Mr Weiland
- 1999 : The Daily Show : Le correspondant
- 2000 : Strangers with Candy :
- 2002 : Ellie dans tous ses états (Watching Ellie) : Edgar
- 2004 : Come to Papa (en) : Blevin
- 2004 : Fillmore ! : M. Delancey (voix)
- 2005 - 2011 : The Office : Michael Scott
- 2012 : Les Simpson (The Simpsons) : Dan Gillick (voix)
- 2019 - 2021 : The Morning Show : Mitch Kessler
- 2020 - 2022 : Space Force : Général Mark R. Naird, Chef des Opérations Spatiales
- 2022 : The Patient : Alan Strauss
- 2025 : The Four Seasons

#### Téléfilms
- 1991 : Life As We Know It! de Jay Levey[n 3]
- 2000 : H.U.D. de David Zucker[n 3]

### Émissions
- 1996 - 2007 : Saturday Night Live : Gary
- 1996 : The Dana Carvey Show : Personnages divers
- 2005 / 2007 : Saturday Night Live : lui-même
- 2005 : The Daily Show : lui-même
- 2007 : The Naked Trucker and T-Bones Show : Brian

#### Cinéma
- 2006 : Nos voisins, les hommes () de Tim Johnson et Karey Kirkpatrick : Zamy (voix)
- 2006 : Hammy's Boomerang Adventure de Will Finn : Hammy[n 5] (voix)
- 2008 : Horton de Jimmy Hayward et Steve Martino : le maire de Whoville (voix)
- 2024 : Blue et Compagnie (IF) de John Krasinski (voix)

### Jeux vidéo
- 2002 : Outlaw Golf : le commentateur

### Comme scénariste ou créateur

#### Scénariste
- 1996 : The Dana Carvey Show (6 épisodes)
- 2005 : 40 ans, toujours puceau
- 2006-2007 : The Office (2 épisodes)

#### Créateur de série
- 2016 : Angie Tribeca
- 2020 : Space Force

### Comme réalisateur
- 2007 : The Office, épisode Broke (épisode 25, saison 5)
- 2010 : The Office, épisode Secretary's Day (épisode 22, saison 6)
- 2011 : The Office, épisode Garage Sale (épisode 19, saison 7)
- 2016 : Angie Tribeca, épisode 1

### Comme producteur

#### Cinéma
- 2005 : 40 ans, toujours puceau de Judd Apatow
- 2008 : Max la Menace de Peter Segal
- 2011 : Crazy, Stupid, Love de Glenn Ficara et John Requa
- 2013 : L'Incroyable Burt Wonderstone de Don Scardino

#### Télévision
- 2007-2011 : The Office (série télévisée)
- 2010 : The Rockford Files (téléfilm)
- 2016 : Angie Tribeca (série télévisée)
- 2020-2022 : Space Force (série télévisée)

## Voix françaises
En France, Constantin Pappas est la voix française régulière de Steve Carell. Maurice Decoster, Jérôme Pauwels et Pierre Laurent, l'ont également doublé respectivement à huit reprises pour Decoster et quatre reprises pour Pauwels et Laurent. Par ailleurs, Gad Elmaleh est la voix de l'acteur pour le personnage Gru de la franchise Moi, moche et méchant.
Au Québec, François Godin est la voix québécoise régulière de l'acteur.